# Richard Klinkhamer

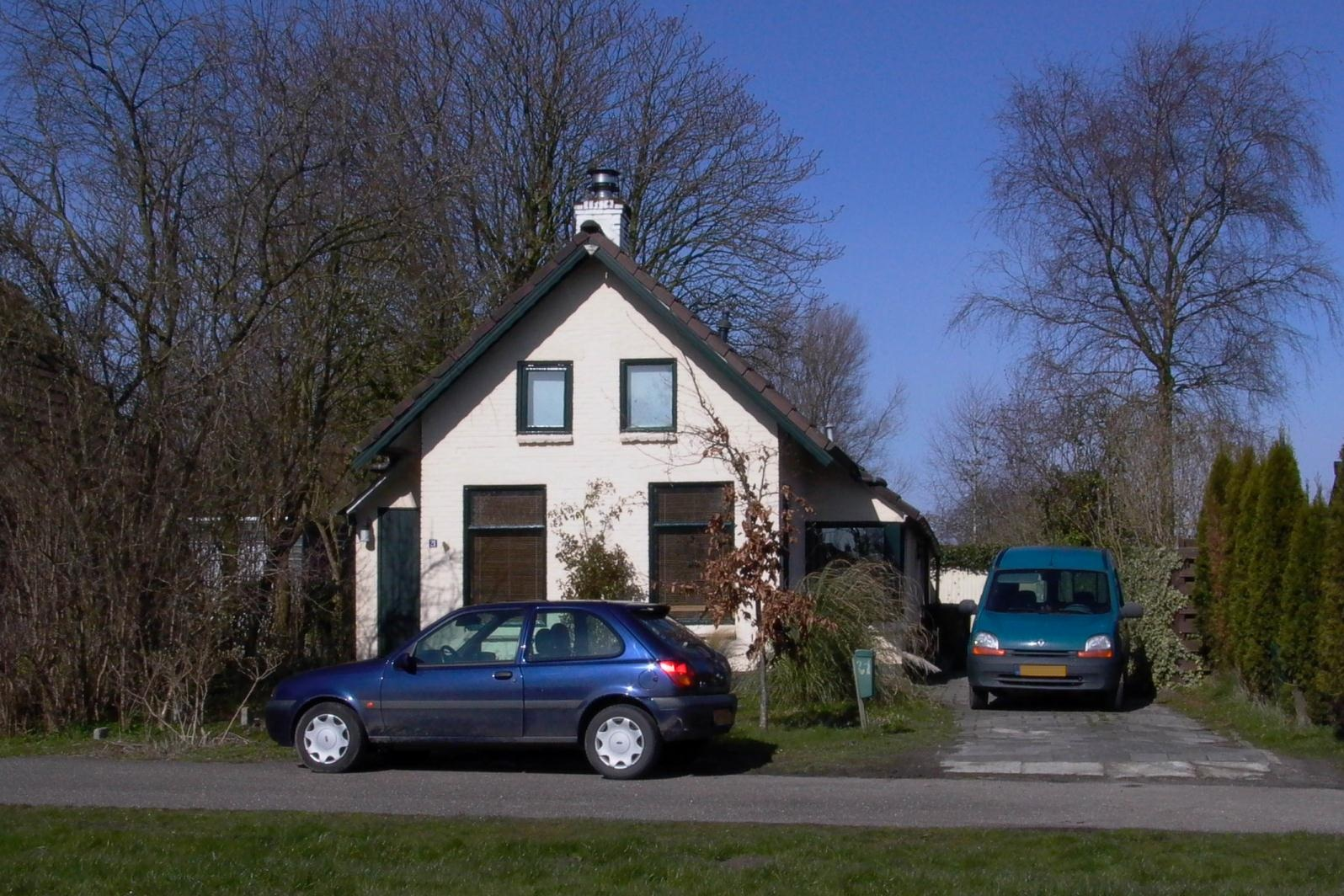
De voormalige woning van Richard Klinkhamer in Hongerige Wolf

Richard Klinkhamer (Middenbeemster, 15 maart 1937 – Amsterdam, januari 2016) was een Nederlands schrijver, die echter vooral bekendstond als moordenaar van zijn echtgenote.

## Biografie

### Jeugd
Klinkhamer was de zoon van Maria Vogelauer, een Oostenrijkse die in Nederland als dienstbode was komen werken, en Gerrit Zeggelink, een veldwachter te Middenbeemster. Hij is verwekt tijdens het huwelijk van zijn moeder met Jacob Klinkhamer. Gezien de grote gelijkenis van de jonge Klinkhamer met zijn verwekker werd hij na de scheiding van zijn moeder in 1940 naar haar familie in Oostenrijk gestuurd, in plaats van bij zijn naamsvader en halfbroers te blijven. Hij verbleef in Oostenrijk bij zijn oom op een boerderij. In 1945 werd Oostenrijk bevrijd en was de jonge Klinkhamer er getuige van dat zijn tante werd verkracht en zijn oom aan de ketting gelegd, omdat hij Poolse dwangarbeiders in dienst had gehad. Vervolgens werd Klinkhamer, op dat moment acht jaar oud, op de trein terug naar Nederland gezet.
Zijn moeder had in de oorlog voor de Duitsers gewerkt. Hierdoor heeft zij na de bevrijding enige tijd in de gevangenis doorgebracht. De jonge Klinkhamer verbleef bij pleeggezinnen (en ook korte tijd bij de weduwe van zijn biologische vader, van wier dood hij getuige was) tot zijn moeder vrijkwam, en daarna zwierven zij samen door Nederland (afhankelijk van haar betrekkingen, onder andere in Zeist). Uiteindelijk ontmoette zij een rijke Zwitserse man, aan wie zij Richard voorstelde als haar neef. Niet gewenst in deze opbloeiende affaire, werd hij terug naar Amsterdam gestuurd, waar hij bij Jacob Klinkhamer en zijn halfbroers in huis kwam en het slagersvak leerde.
Klinkhamer belandde in het Amsterdamse criminele circuit als "katvanger" en vertrok in 1957, negentien jaar oud, naar het Franse Vreemdelingenlegioen, op zoek naar spanning en avontuur. Achteraf beschouwde hij zijn Legioenstijd als zijn opvoeding. Hij belandde in de Algerijnse Oorlog, waar hij inderdaad actie zag, maar het grootste deel van de Legioenstijd bestond uit "wachtlopen en uitkijken naar de soldij". In 1959 deserteerde hij uit het Legioen, door een nachtelijke voettocht door de woestijn te maken. Via Italië kwam hij weer in Europa en uiteindelijk in Amsterdam, waar hem weinig werk wachtte. In 1960 koos hij enkele maanden zee als scheepskok. Al gauw zette hij voet aan wal en vestigde hij zich weer in Amsterdam in de slagerij, samen met zijn halfbroers.

### Eerste huwelijk
In 1961 trouwde Klinkhamer met Leontine, naar zijn zeggen was het "een moetje". Uit het huwelijk kwamen twee zoons en een dochter voort. Klinkhamers vrouw Leontine was opgegroeid met Hannelore (Hannie) Godfrinon, wier moeder om het leven was gebracht door haar echtgenoot. Hannie Godfrinon was ongeveer dertien jaar toen zij Richard voor het eerst ontmoette en werd op slag verliefd op hem. Rond 1969 kregen zij een affaire. Richard en zijn vrouw kochten rond 1970 een pension in Bergen aan Zee en scheidden in 1977.

### Tweede huwelijk
Een jaar na zijn scheiding trouwde Klinkhamer met Hannie Godfrinon. Zij vestigden zich in Hongerige Wolf bij Finsterwolde in het noordoosten van Groningen. Hij speculeerde op de beurs met het geld waarmee hij uit het pension was gekocht, zij werkte als verpleegster op de kinderafdeling van het ziekenhuis in Winschoten.
In 1983 publiceerde Klinkhamer Gehoorzaam als een hond, een succesvolle roman over zijn Legioenstijd. Hij werd door recensenten vergeleken met de Franse schrijver Louis-Ferdinand Céline. De roman deed enig stof opwaaien toen hij in een televisie-interview ruzie kreeg met Sonja Barend, die hem beschuldigde van racisme, omdat de hoofdpersoon in zijn boek vooroordelen jegens Joden uitte. Klinkhamer liep vervolgens weg uit de tv-studio. Dit debuut werd gevolgd door De Hotelrat en andere verhalen.

### Moord op zijn vrouw
In 1987 stortte de beurs in en Klinkhamer verloor niet alleen zijn huis in Portugal en zijn kapitaal, maar ook het vertrouwen van zijn vrouw, wier geld hij stiekem had gebruikt om te speculeren. Hierna verslechterde hun huwelijk. Op 31 januari 1991 leidde dit tot een fatale ruzie, waarbij naar zijn zeggen Hannie Richard de deur wees en zij naar een koevoet greep om haar woorden kracht bij te zetten. Na een worsteling had hij de koevoet in handen en sloeg hij zijn vrouw de hersens in. Vastbesloten niet in de gevangenis te belanden, begroef hij haar lichaam onder een schuurtje in de tuin en dekte het af met een laag beton. Hij vertelde twee dagen na de moord het gebeuren aan zijn zoons uit het eerste huwelijk, maar zij vertelden dat niet verder.
Klinkhamer werd al gauw als verdachte aangemerkt in de verdwijning van zijn vrouw. Haar fiets was ontdekt op het station in Winschoten, maar getuigen hadden gezien dat hij die daar had gebracht in de vroege ochtend na de fatale gebeurtenis, eind januari 1991. Van zijn ondervraging zei hij achteraf dat het was alsof "ze een brandkluis uit 1937 (zijn geboortejaar) met een koevoet probeerden te openen", maar ook dat hij op een bepaald moment op het punt van bekennen stond, toen een meelevende rechercheur hem te woord stond, maar door een telefoontje werd weggeroepen.
Nadat de commotie rond de 'verdwijning' van zijn vrouw enigszins luwde, begon Klinkhamer weer te schrijven. Gedeelten hiervan zijn in de latere uitgave Woensdag Gehaktdag terechtgekomen. De eerste versie van dit manuscript werd door vele uitgevers afgewezen. In 1993 werd wel Losgeld gepubliceerd, een fictief verhaal over een juwelenroof.
In 1997 volgde Kruis of Munt, waarbij Klinkhamer putte uit de nalatenschap van zijn andere oom, Viktor Vogelauer, die bij de SS had gediend. Het boek biedt een rauw-realistisch beeld van hoe mensen aan verschillende kanten van de Tweede Wereldoorlog probeerden te overleven.

### Ontdekking en arrestatie
In 1997 verhuisde Klinkhamer naar Amsterdam. In februari 2000 ontdekten de nieuwe bewoners van het huis in Hongerige Wolf, bij het omspitten van de omvangrijke tuin, het lichaam van Hannelore Godfrinon. Klinkhamer werd opgepakt en bekende vrijwel onmiddellijk. In augustus 2000 werd hij veroordeeld tot zes jaar cel voor doodslag, na het hoger beroep in februari 2001 werd dat zeven jaar. In 2003 werd hij vervroegd vrijgelaten.
Na zijn vrijlating woonde Klinkhamer weer in Amsterdam, in de Egelantiersstraat. In oktober 2007 werd alsnog Woensdag Gehaktdag uitgegeven, het manuscript waarin Klinkhamer allerlei mogelijke scenario's beschrijft over hoe en waarom hij zijn vrouw zou hebben vermoord.
Op 21 januari 2016 werd zijn overlijden bekendgemaakt. Richard Klinkhamer werd 78 jaar oud. Aanvankelijk werd gemeld dat hij in zijn slaap was overleden. Journalist en filosoof Martijn Meijer (die ook een biografie schreef over Klinkhamer) onthulde later dat er sprake was van zelfmoord. Een rechercheur die in de woning was geweest, had hem verteld dat Klinkhamer zich in zijn bed door het hoofd geschoten had. Klinkhamer had ook tijdens zijn leven diverse malen aangekondigd dat hij dat ooit zou doen.

## Karakter van Klinkhamers werk
Klinkhamers werk vertoont enige invloed van Céline: de harde, ruwe karaktertekening van zijn personages (Kamer werd in het tweede boek omgekeerd tot Remak) gaat gepaard met een overvloedig, maar zeer doelgericht, gebruik van Bargoens en diverse scheldwoorden. Uiteraard is niet alles autobiografisch: De hotelrat bevat zo bijvoorbeeld verhalen die zich in de Romeinse Oudheid afspelen, weliswaar ook hier in 'het legioen'. Klinkhamer wekt soms de indruk opzettelijk te willen choqueren, maar slaagt er steeds in de aanstootgevende passages een zinvolle functie te geven. Kenmerkend zijn het verregaande cynisme en een zekere galgenhumor die nooit ver weg is; de werken getuigen verder van een zekere eruditie. Het is meer dan waarschijnlijk dat het grove, weerzinwekkende beeld dat hij van het legioensleven ophangt tot op zekere hoogte geromantiseerd is, teneinde het schokeffect te versterken.
Zelf heeft Klinkhamer sinds de moordverdenkingen voortdurend met zijn imago gespeeld; zo bouwde hij in zijn tuin een soort knokenkunstwerk, met onder andere een mensenschedel, en ontweek vragen over de ware toedracht liever dan zijn schuld te ontkennen. Men verdacht hem soms van racisme, afgaand op de uitlatingen van zijn personages, maar dit scheen hem tegen de borst te stuiten. Het werk van Klinkhamer verwierf enige faam in niet-Nederlandstalige gebieden: de Amerikaanse zender NBC maakte een documentaire over zijn leven en zijn vertaling van Kruis of munt (Orden und Asche) kreeg veel gunstige recensies in Duitsland.